# 율곡중학교 (경북)
율곡중학교(栗谷中學校)는 대한민국 경상북도 김천시 율곡동에 있는 공립 중학교이다.

## 학교 연혁
- 1955년 11월 11일 : 도립 농남 고등공민학교 설립
- 1964년 1월 11일 : 농남중학교 설립인가(3학급 편성)
- 1964년 3월 21일 : 농남중학교 개교
- 2014년 9월 1일 : 교명 변경(율곡중학교로 교명 변경 및 학교이전)
- 2015년 6월 10일 : 교목 소나무, 교화 장미로 변경
- 2023년 3월 1일 : 15학급 편성(1학년 5, 2학년 5(1), 3학년 5)
- 2023년 9월 1일 : 제27대 노광호 교장 취임
- 2024년 2월 7일 : 제58회 졸업식(130명, 총 졸업생수 8,370명)
- 2024년 3월 4일 : 제61회 입학식(신입생 134명)

## 참고 자료
- 율곡중학교 - 한국교육학술정보원 학교알리미